# Koło Filozoficzne Studentów KUL
Koło Filozoficzne Studentów KUL, Koło Filozofów, Koło filozoficzne, Koło Studiów Filozoficznych im. św. Tomasza z Akwinu – organizacja studencka zrzeszająca Studentów Wydziału Filozofii KUL. Powstanie Koła datuje się na rok 1919 (choć wg niektórych źródeł był to koniec roku 1918) obok Koła Literackiego, Historycznego oraz Prawno-Społecznego. Pierwszym kuratorem K.Fil. był ks. Rektor Idzi Radziszewski, zaś po jego śmierci w roku 1922 funkcję tę objął ks. prof. Stanisław Domińczak. W latach 1934–1939 funkcję kuratora pełnił prof. Henryk Jakubanis. W zarządzie K.Fil. w roku akademickim 1921/1922 znajdowali się: Maria Beckmanówna (prezes), A. Zalewska (sekretarz), Maria Watsonówna (skarbnik) i M. Wyszyńska (bibliotekarz). Prezesami K. Fil. w okresie międzywojennym byli Marian Staniec (1929/30), Elżbieta Dubajówna (1930-32), ppułk. rez. Józef Wildmann (1932/33), Zofia Bieńkowska (1933/34), Stefan Piątek (1938/39).
Celem K.Fil. było pogłębianie zamiłowania i sprawności do pracy naukowej w zakresie filozofii poprzez lekturę wybitnych dzieł filozoficznych, referaty, odczyty oraz gromadzenie księgozbioru filozoficznego. Jedną z pierwszych inicjatyw Koła Filozoficznego była organizacja w auli uniwersyteckiej odczytu prof. M. Straszewskiego (2.05.1920). W okresie międzywojennym udokumentowana działalność K.Fil. obejmowała m.in. udział w Zjeździe Filozofii Polskiej we Lwowie (10.05.1923), udział w I Kongresie Polskiej Młodzieży Akademickiej w Warszawie (24.04.1931). Problematyka podejmowana podczas organizowanych zebrań dotyczyła współczesnych kierunków filozoficznych oraz metodologii filozofii. W roku 1938 do Koła Filozoficznego należało 51 członków, będących w większości studentami Wydziału Humanistycznego, zaś księgozbiór liczył 69 książek. W 1939 roku działalność Koła została przerwana przez wybuch II Wojny Światowej. 
Od roku 1931 obok Koła Filozoficznego istniało Koło Studiów Filozoficznych im. św. Tomasza z Akwinu stworzone w ramach działalności powstałego w tym samym roku Towarzystwa Filozoficznego im. św. Tomasza z Akwinu. Na spotkaniu organizacyjnym w sprawie założenia Koła 16 V 1931, byli obecni przedstawiciele Władz Towarzystwa: ks. prof. Antoni Szymański oraz prof. Bohdan Rutkiewicz, a także ówczesny kurator Koła Filozoficznego prof. Henryk Jakubanis. Pierwszy statut określał cel tej organizacji, jako zaznajamianie swych członków z filozofią chrześcijańską, opartą na zasadzie filozofii św. Tomasza. Wśród form działalności wymieniano referaty dyskusyjne, gromadzenie dzieł filozoficznych, prenumeratę czasopism, odczyty publiczne i organizowanie zjazdów. Trzon organizacji składał się z członków Stowarzyszenia Katolickiej Młodzieży Akademickiej "Odrodzenie", którzy zgodnie ze swoją deklaracją ideową już od dawna starali się pogłębiać znajomość filozofii tomistycznej. Pierwszym kuratorem Koła Studiów Filozoficznych został prof. Bohdan Rutkiewicz. Po jego śmierci w roku 1933 funkcję tę objął ks. prof. Antoni Szymański. Do czasów okupacji kuratorami byli: ks. prof. Antoni Słomkowski (1934/35) oraz ks. prof. Józef Pastuszka (1935-39). W roku 1932 funkcję prezesa objął Jerzy Łopatyński. Prezesami K.St.Fil. w dalszych latach byli: Stanisław Karczmarczyk (1933/34), B. Domagała (1934/35), Irena Rosenówna (1935-37) oraz Jan Tokarski (1937/38). 
W 1932 organizacja podjęła inicjatywę zebrania bibliografii neoscholastycznej w Polsce za lata 1918-1931. Działalność Koła koncentrowała się wokół spotkań, na których prezentowano referaty i koreferaty. W poszczególnych latach funkcjonowania Koła zauważalna jest dominująca tematyka podejmowanych zagadnień: od antropologii filozoficznej (1932) poprzez zagadnienia związane z kategorią życia (1933), istotą i źródłami Tomizmu (1934) i miejscem filozofii chrześcijańskiej (1935). Od roku akademickiego 1935/36 system pracy Koła zmienił się na czytanie i dyskutowanie pod kierunkiem kuratora Summy Teologii św. Tomasza, Krytyki praktycznego rozumu Kanta oraz Psychologii religii Jana W. Dawida. Podobnie jak w przypadku Koła Filozoficznego, działalność K.St.Fil. została przerwana w okresie okupacji.

## Okres powojenny
Po wojnie spadkobiercą obu organizacji zostało Koło Filozoficzne Studentów KUL im. św. Tomasza z Akwinu, powołane 11 XI 1947 roku w ramach nowo utworzonego Wydziału Filozofii. Funkcję kuratora ponownie objął, będący wówczas dziekanem Wydziału, ks. prof. Józef Pastuszka, zaś prezesem został ks. F. Krutin. Działalność Koła polegała głównie na organizacji spotkań dyskusyjnych z udziałem studentów i pracowników Wydziału. W roku 1950 Zarząd Koła został aresztowany pod zarzutem działalności spiskowej wobec PRL (), zaś działalność Koła została zawieszona. W latach  1950-56 działalność jego członków skupiła się wokół dyskusji organizowanych przez Zakład Filozofii, w tym m.in. konwersatorium metafilozoficznego.
Na okres zawieszenia Koła przypadają również początki dwóch inicjatyw, które w późniejszych latach stanowiły ważny element jego działalności, a mianowicie Eutrapelii oraz utworzonego w 1954 roku czasopisma “Filozofia”, w którym publikowano m.in. artykuł filozoficzne, autoreferaty prac magisterskich i doktorskich, sprawozdania i recenzje oraz informacje na temat wydarzeń w środowisku filozoficznych na KULu i w innych ośrodkach. 
W roku akademickim 1956/57 Koło nieformalnie wznowiło działalność, zaś rok później decyzją Senatu KUL rozpoczęło działalność jako Koło Filozoficzne Studentów KUL. Jego kuratorem został ks. doc. dr M.A. Krąpiec OP, zaś prezesem ks. M. Poletyło. Organizacja liczyła 32 członków zrzeszonych w czterech sekcjach: filozofii przyrody, światopoglądowej, etycznej i logicznej. W dniach 10-14 II 1958 roku z inicjatywy A.B. Stępnia oraz A. Stanowskiego odbył się pierwszy Tydzień Filozoficzny. Impreza ta weszła na stałe do corocznego programu działalności K. Fil. 
Kuratorami K.Fil. w kolejnych latach byli prof. Jan Czerkawski (1971-80), Stanisław Kiczuk (1980-86), Piotr Jaroszyński (1986-1991, 1995-96), Krzysztof Wroczyński (1992-95), Anna Buczek (1996-2002), Arkadiusz Gut (2002-2010), Marek Piwowarczyk (2010-2013), Wojciech Lewandowski (2013-2016), Marcin Iwanicki (2016-2018), Andrzej Stefańczyk (2018-). 
Wśród stałych wydarzeń organizowanych lub współorganizowanych przez KFS znajdują się Sympozja Arystotelesowskie zainicjowane w 1985 roku przez W. Dłubacza i odbywające się najpierw w Rogóźnie, a w późniejszych latach w Kazimierzu Dolnym. Kilkakrotnie organizowano Bale Filozofów. Regularnie odbywają się majówki filozoficzne, podczas których członkowie Koła prezentują swoje dokonania z mijającego roku akademickiego. W trybie tygodniowym organizowane są tematyczne Czwartki Filozoficzne, do których w pewnym okresie dołączono Środy Filozoficzne. Wraz z uruchomieniem w roku 2009 na Wydziale Filozofii studiów angielskojęzycznych zastęp członków Koła uległ umiędzynarodowieniu, co zaowocowało organizacją spotkań dyskusyjnych w języku angielskim. 
Hasłem Koła Filozoficznego Studentów KUL jest “Veri amici veritatis”. 
Źródła:
Sylwestrzak M., O Kole Filozoficznym Studentów KUL, “Znak” 48 (1958) 6, s. 718-719;
Szostek A., Koło Filozoficzne Studentów KUL (1940-1970), “Roczniki Filozoficzne” 18 (1980) 1, s. 205-208;
Wiśliński J., Koło Filozoficzne (1919-1939), “Roczniki Filozoficzne” 18 (1980) 1, s. 200-203;
Wiśliński J., Koło Studiów Filozoficznych im. św. Tomasza z Akwinu, “Roczniki Filozoficzne” 18 (1980) 1, s. 203-205.